# Guillaume Rippert
Guillaume Rippert (Parigi, 30 aprile 1985) è un ex calciatore francese, di ruolo difensore.